# Sideroxylon rubiginosum
Sideroxylon rubiginosum är en tvåhjärtbladig växtart som beskrevs av Terence Dale Pennington. Sideroxylon rubiginosum ingår i släktet Sideroxylon och familjen Sapotaceae. IUCN kategoriserar arten globalt som akut hotad. Inga underarter finns listade i Catalogue of Life.